# Кубок СССР по футболу 1984/1985
44-й розыгрыш Кубка СССР состоялся с июля 1984 года по июнь 1985 года. Обладателем Кубка в седьмой раз стало киевское «Динамо», обыгравшее предыдущего обладателя Кубка московское «Динамо» в 1/8 финала. Все этапы игрались в один матч.
В финальных соревнованиях кубка СССР 1984/85 года участвовали 50 команд: 18 команд высшего дивизиона, 22 команды первой лиги и 10 команд второй лиги, занявшие первые места в своих зонах по итогам первого круга чемпионата 1984 года). Команды высшей лиги включились в розыгрыш с 1/16 финала, 4 команды — «Днепр» (Днепропетровск), «Динамо» (Москва), «Динамо» (Минск), «Спартак» (Москва), которые играли в еврокубках, включились в розыгрыш с матчей 1/8 финала.
Начиная с этого розыгрыша, кубок СССР начал регулярно разыгрываться по системе «осень-весна», синхронизировавшись с календарем еврокубков.

## 1/64 финала
| Дата       | Команда 1                    | Счёт              | Команда 2              |
| ---------- | ---------------------------- | ----------------- | ---------------------- |
| 31.07.1984 | Геолог (Тюмень)              | 2:0               | Звезда (Джизак)        |
| 31.07.1984 | Динамо (Самарканд)           | 4:1               | Гурия (Ланчхути)       |
| 31.07.1984 | Днепр (Могилёв)              | 2:0               | Даугава (Рига)         |
| 31.07.1984 | Котайк (Абовян)              | 3:2 д.в.          | Шинник (Ярославль)     |
| 31.07.1984 | Кубань (Краснодар)           | 1:1 д.в.,пен. 4:3 | Памир (Душанбе)        |
| 31.07.1984 | Металлург (Магнитогорск)     | 3:0               | Ротор (Волгоград)      |
| 31.07.1984 | Нива (Винница)               | 2:1               | Металлург (Запорожье)  |
| 31.07.1984 | Ростсельмаш (Ростов-на-Дону) | 3:2               | Заря (Ворошиловград)   |
| 31.07.1984 | Светотехника (Саранск)       | 1:5               | Спартак (Орджоникидзе) |
| 31.07.1984 | СКА (Хабаровск)              | 3:0               | Иртыш (Омск)           |
| 31.07.1984 | Судостроитель (Николаев)     | 3:2               | СКА Карпаты (Львов)    |
| 31.07.1984 | Целинник (Целиноград)        | 2:1 д.в.          | Таврия (Симферополь)   |

## 1/32 финала
| Дата       | Команда 1              | Счёт              | Команда 2                    |
| ---------- | ---------------------- | ----------------- | ---------------------------- |
| 10.08.1984 | Геолог (Тюмень)        | 0:0 д.в.,пен. 4:1 | Целинник (Целиноград)        |
| 10.08.1984 | Динамо (Батуми)        | 1:0               | Днепр (Могилёв)              |
| 10.08.1984 | Динамо (Самарканд)     | 3:1               | Факел (Воронеж)              |
| 10.08.1984 | Искра (Смоленск)       | 3:0               | Металлург (Магнитогорск)     |
| 10.08.1984 | Котайк (Абовян)        | 3:0               | Колос (Никополь)             |
| 10.08.1984 | Кузбасс (Кемерово)     | 1:0               | Судостроитель (Николаев)     |
| 10.08.1984 | Нива (Винница)         | 3:0               | Ростсельмаш (Ростов-на-Дону) |
| 10.08.1984 | Нистру (Кишинёв)       | 3:2               | Кубань (Краснодар)           |
| 10.08.1984 | СКА (Хабаровск)        | 6:1               | Торпедо (Кутаиси)            |
| 10.08.1984 | Спартак (Орджоникидзе) | 2:0               | Локомотив (Москва)           |

## 1/16 финала
| Дата       | Команда 1           | Счёт              | Команда 2              |
| ---------- | ------------------- | ----------------- | ---------------------- |
| 16.09.1984 | Динамо (Самарканд)  | 0:0 д.в.,пен. 3:1 | Жальгирис (Вильнюс)    |
| 16.09.1984 | Зенит (Ленинград)   | 4:0               | СКА (Хабаровск)        |
| 16.09.1984 | Кайрат (Алма-Ата)   | 3:1               | Спартак (Орджоникидзе) |
| 16.09.1984 | Черноморец (Одесса) | 3:2 д.в.          | Нефтчи (Баку)          |
| 17.09.1984 | Арарат (Ереван)     | 3:1               | Кузбасс (Кемерово)     |
| 17.09.1984 | Искра (Смоленск)    | 2:2 д.в.,пен. 4:3 | Динамо (Тбилиси)       |
| 17.09.1984 | Котайк (Абовян)     | 1:3               | Шахтёр (Донецк)        |
| 17.09.1984 | Металлист (Харьков) | 0:1 д.в.          | Торпедо (Москва)       |
| 17.09.1984 | Нива (Винница)      | 2:1               | СКА (Ростов-на-Дону)   |
| 17.09.1984 | Нистру (Кишинёв)    | 2:4               | Динамо (Киев)          |
| 17.09.1984 | ЦСКА (Москва)       | 2:0               | Геолог (Тюмень)        |
| 16.09.1984 | Динамо (Батуми)     | 1:0               | Пахтакор (Ташкент)     |

## 1/8 финала
| Дата       | Команда 1          | Счёт              | Команда 2              |
| ---------- | ------------------ | ----------------- | ---------------------- |
| 28.10.1984 | Динамо (Киев)      | 1:1 д.в.,пен. 6:5 | Динамо (Москва)        |
| 28.10.1984 | Динамо (Минск)     | 2:1 д.в.          | Черноморец (Одесса)    |
| 28.10.1984 | Торпедо (Москва)   | 0:1               | Днепр (Днепропетровск) |
| 28.10.1984 | ЦСКА (Москва)      | 3:0               | Динамо (Батуми)        |
| 28.10.1984 | Шахтёр (Донецк)    | 2:1               | Арарат (Ереван)        |
| 29.10.1984 | Спартак (Москва)   | 0:3               | Зенит (Ленинград)      |
| 12.11.1984 | Кайрат (Алма-Ата)  | 1:0               | Нива (Винница)         |
| 14.11.1984 | Динамо (Самарканд) | 0:1               | Искра (Смоленск)       |

## 1/4 финала
| Дата       | Команда 1         | Счёт | Команда 2              | Голы                                         |
| ---------- | ----------------- | ---- | ---------------------- | -------------------------------------------- |
| 10.05.1985 | Динамо (Киев)     | 2:1  | Кайрат (Алма-Ата)      | Беланов, 5, Заваров, 53 — Пехлеваниди, 76    |
| 10.05.1985 | Зенит (Ленинград) | 2:0  | ЦСКА (Москва)          | Желудков, 14, 63, с пен.                     |
| 10.05.1985 | Искра (Смоленск)  | 1:0  | Динамо (Минск)         | Гладких, 47                                  |
| 10.05.1985 | Шахтёр (Донецк)   | 2:1  | Днепр (Днепропетровск) | Соколовский, 32, Акименко, 53 — Протасов, 14 |

## 1/2 финала
| Шахтёр (Донецк)                                              | 0:0 п. 4:2 | Зенит (Ленинград)                       |
| Журавлёв: · Морозов: · Соколовский: · Смолянинов: · Рудаков: | Пенальти   | · Клементьев: · Долгополов: · Тимофеев: |

| | Составы | | |
| Елинскас, Варнавский, Сопко, Симонов, Журавлёв, Рудаков, Ященко (Смолянинов, 106), Соколовский, Кравченко (Морозов, 58'), Раденко (Акименко, 67), Грачёв |         | Бирюков, Афанасьев (Тимофеев , 46'), Степанов, Золин, Веденеев, Чухлов, Долгополов , Желудков, Дмитриев, Мельников (Комаров, 91), Клементьев | Бирюков, Афанасьев (Тимофеев , 46'), Степанов, Золин, Веденеев, Чухлов, Долгополов , Желудков, Дмитриев, Мельников (Комаров, 91), Клементьев |
| Виктор Носов | Тренеры | Павел Садырин | Павел Садырин |

| Динамо (Киев)                       | 3:0 (1:0) | Искра (Смоленск) |
| Балтача 45' Заваров 58' Яремчук 86' | Голы      |                  |

| | Составы | | |
| Михайлов, О. Кузнецов, Балтача, Яремчук, Демьяненко, Рац, Яковенко , (Бессонов, 46'), Баль, Заваров, Беланов (Евтушенко, 69'), Блохин (Михайличенко, 72') |         | Клеймёнов, Никитин, Бабенко, Пучков, Кобыща, Бычков, Семенович, Коваль (Суров, 69'), Делов, Гришин, Гладких (Сердюк, 86') | Клеймёнов, Никитин, Бабенко, Пучков, Кобыща, Бычков, Семенович, Коваль (Суров, 69'), Делов, Гришин, Гладких (Сердюк, 86') |
| Валерий Лобановский | Тренеры | Виктор Родионов | Виктор Родионов |

## Финал
| Динамо (Киев)             | 2:1 (0:0) | Шахтёр (Донецк) |
| Демьяненко 56' Блохин 58' | Голы      | Морозов 68'     |

| | Составы | | |
| Михайлов, Бессонов, Балтача, О. Кузнецов, Демьяненко, Рац, Яковенко (Евтушенко, 88), Баль, Заваров (Евсеев, 88), Беланов (Яремчук, 55), Блохин |         | Елинскас, Варнавский, Сопко, Покидин, Журавлёв (Морозов, 61), Рудаков, Ященко, Соколовский (Петров, 58), Акименко (Кравченко, 46), Гошкодеря, Грачёв · Морозов (Ш) | Елинскас, Варнавский, Сопко, Покидин, Журавлёв (Морозов, 61), Рудаков, Ященко, Соколовский (Петров, 58), Акименко (Кравченко, 46), Гошкодеря, Грачёв · Морозов (Ш) |
| Валерий Лобановский | Тренеры | Виктор Носов | Виктор Носов |

Поскольку «Динамо» Киев также стало чемпионом СССР 1985 года, то «Шахтёр» получил право на участие в Кубке сезона.
«Динамо» Киев получило право на участие в Кубке кубков.